# تاتئویک گاسپاریان
تاتئویک ماتئوسی گاسپاریان (ارمنی: Տաթևիկ Մաթևոսի Գասպարյան؛ زادهٔ ۱۰ مهٔ ۱۹۸۳) یک سیاستمدار اهل ارمنستان است که از تاریخ ۲۰۱۹ تا کنون سمت نمایندگی دوره‌های هفتم و هشتم مجلس ملی جمهوری ارمنستان را برعهده دارد.

## زندگی‌نامه
در ۱۰ مهٔ ۱۹۸۳ ‏در شاهومیان به دنیا آمد و از دانشگاه دولتی زبان‌شناسی ایروان و دانشگاه دولتی زبان‌ها و علوم اجتماعی بروسوف ایروان فارغ‌التحصیل شد. 